# Căzănești (Ialomița)
Căzănești è una città della Romania di 3 506 abitanti, ubicata nel distretto di Ialomița, nella regione storica della Muntenia.
Căzăneşti ha assunto lo status di città nel 2004.